# والری چکالوف

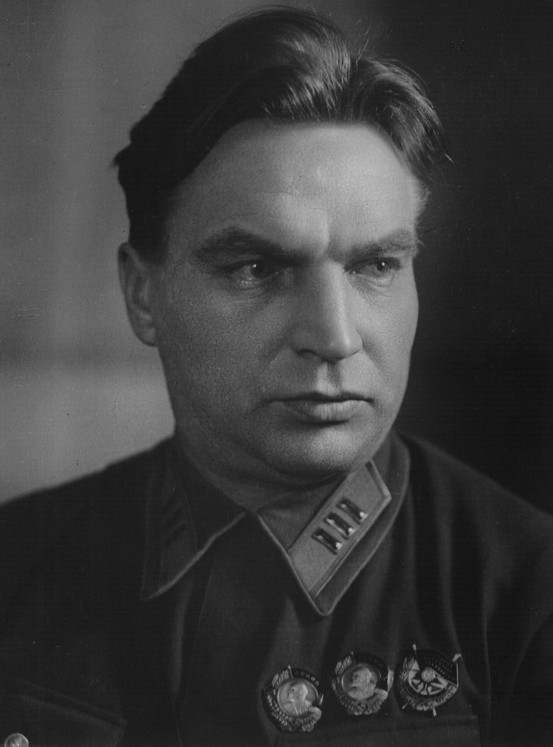
عکسی از والری چکالوف

والری چکالوف (روسی: Валерий Павлович Чкалов؛ IPA: [vɐˈlʲerʲɪj ˈpavləvʲɪtɕ ˈtɕkaləf]; ۲ فوریهٔ ۱۹۰۴ – ۱۵ دسامبر ۱۹۳۸) خلبان آزمایشی اهل امپراتوری روسیه بود.

## اوایل زندگی
چکالوف در منطقه ولگا و در شهر واسیلف (که به افتخارش اکنون چکالوفسک، روسیه نامیده می‌شود) که در نزدیکی نیژنی نووگورود قراردارد، متولد شد. پدرش در کارخانه کشتی سازی واسیلف در بستر رود ولگا کار می‌کرد. مادرش وقتی که او شش ساله بود، از دنیا رفت. او در مدرسه ای فنی در چرپووتس مشغول به تحصیل شد ولی با درجه کارآموز و کارخانه ای که پدرش کار می‌کرد، بازگشت.
او در ۱۹۱۹ و شانزده سالگی با رتبه مکانیک، به نیروی هوایی شوروی پیوست. او در مدرسه آموزشی یگوریوسک آموزش دید و در سال ۱۹۲۴ با رتبه خلبان فارغ‌التحصیل شد. در اویل دهه ۳۰ خلبان آزمایش شد. یکی از موفقیت‌های او انجام ۲۵۰ مانور حلقه در ۴۵ دقیقه بود.

## موفقیت‌ها

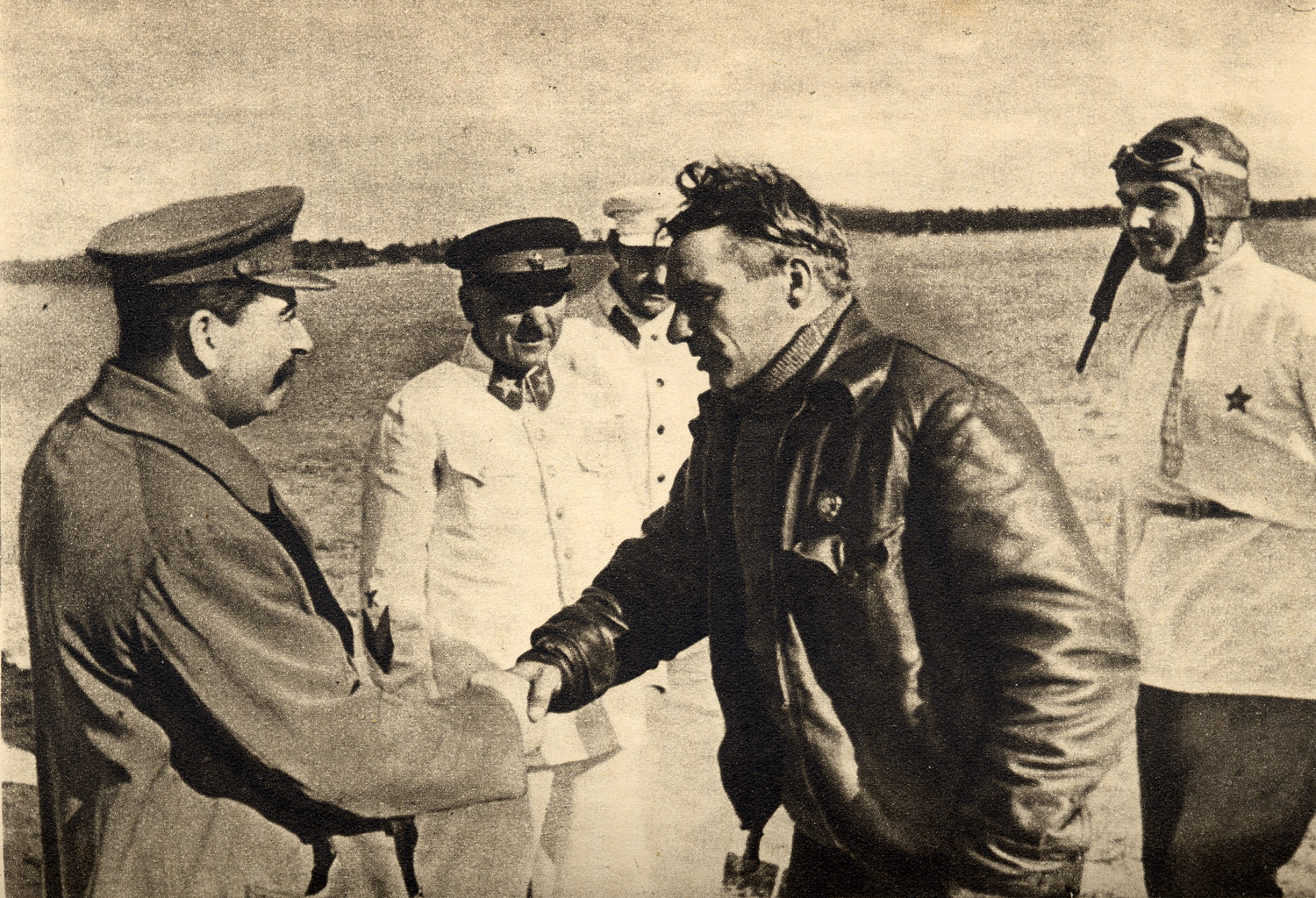
والری چکالوف در فرودگاه

از سال ۱۹۳۵ جز بخش نمایشی نیروی هوایی ارتش شوروی بود. او در جشن اول می برفراز میدان سرخ شرکت داشت و با استالین هم دیدار کرد. چکالوف رکوردهای متعددی را هوانوردی کسب کرد. بین سال‌های ۱۹۳۶ و ۱۹۳۷، او در پروازهای بسیار طولانی، شامل ۶۳ ساعت پرواز بدون توقف از مسکو به ونکوور، واشینگتن شرکت کرد. این پرواز از مسیر قطب شمال و با هواپیمای توپولف ای‌ان‌تی-۲۵ (بین ۱۸تا ۲۰ ژوئن ۱۹۳۷) انجام شد. مسیر پرواز ۸۸۱۱ کیلومتر بود و در فرودگاه صحرایی پیرسون به زمین نشست. او درصدد اولین پرواز بدون توقف در حول کره زمین بود، که با مرگش به نتیجه نرسید.

## مرگ
در ۱۵ دسامبر ۱۹۳۸، چکالوف بر اثر سقوط نمونه آزمایشی هواپیمای آی-۱۸۰ پلیکارپوف از دنیا رفت.

## بزرگداشت‌ها
زادگاه چکالوف، واسیلف، به افتخارش چکالوفسک نامیده شد. متروی مسکو، متروی سن پترزبورگ، متروی نیژنی نووگورود به افتخارش ایستگاه‌هایی به نام چکالوفسکیا داشتند و در سال ۲۰۱۲ متروی یکاترینبورگ هم ایستگاهی را به افتخارش نام گذاری کرد.
وی همچنین برندهٔ جوایزی همچون نشان لنین، و درجه پرچم سرخ، قهرمان اتحاد شوروی، نشان لنین، و مدال ستاره طلایی شده‌است.